# Victor Estima

Victor Estima (Recife, 08 de Janeiro de 1985) é um faixa-preta de quarto grau de Carlos Gracie Jr. que, junto com seu irmão Braulio Estima, foi treinado por Zé Radiola em sua cidade natal, no Brasil. Ele competiu e venceu no mais alto nível em jiu-jitsu brasileiro nos Campeonatos Europeu, Pan-Americano e Mundial.

## Início de vida e introdução ao BJJ
Victor Estima começou sua jornada nas artes marciais no judô aos 8 anos, ao lado de seu irmão Braulio. Por volta dos 12 anos, ele fez a transição para o jiu-jitsu brasileiro sob a orientação do treinador Charles dos Anjos, passando posteriormente a treinar com Zé “Radiola” em Recife. Inicialmente, sem encontrar parceiros de treino da mesma idade, ele fez uma breve pausa antes de se dedicar completamente ao esporte.

## Gracie Barra Braço de Prata
Victor está baseado na Academia de Jiu-Jitsu Brasileiro Gracie Barra Braço de Prata, em Lisboa, Portugal. Anteriormente, ele esteve na Academia de Jiu-Jitsu Gracie Barra Nottingham, na Inglaterra, de 2011 até julho de 2021.

## Carreira

### Instrutor e papéis na equipe
Estima mudou-se para o Reino Unido e co-fundou a academia Gracie Barra Nottingham em 2011. Em 2021, ele se transferiu para Lisboa para liderar a academia Gracie Barra Braço de Prata e atualmente atua como Diretor Regional da Gracie Barra para a Europa.

### Destaques competitivos
Estima tem sido um competidor dominante na categoria peso-médio, conquistando inúmeras medalhas tanto com quimono quanto sem quimono, e é notavelmente creditado por co-criar a finalização “Estima Lock” ao lado de seu irmão.

## Vida pessoal
Victor Estima é o irmão mais novo da lenda do BJJ Braulio Estima e reside em Lisboa, onde lidera a Gracie Barra Braço de Prata. Ele é conhecido por sua inovação técnica e filosofia de ensino, enfatizando disciplina, respeito e construção de comunidade em suas academias.

## Principais Resultados
- 1º lugar no Campeonato Mundial Sem Quimono da IBJJF (2011)
- 1º lugar no Open Europeu da IBJJF (2012)
- 2º lugar no Abu Dhabi World Pro da UAEJJF (2009, 2015)
- 3º lugar no Campeonato Mundial da IBJJF (2008, 2009, 2013, 2014)
- 3º lugar no Open Europeu da IBJJF (2008, 2011)

## Linhagem de instrutores
Mitsuyo Maeda → Carlos Gracie → Helio Gracie → Carlos Gracie Jr. → Zé Radiola → Victor Estima